# Calvert Casey
Calvert Casey (Baltimore, 1924 - Roma, 17 de mayo de 1969) fue un periodista, novelista y traductor de libros estadounidense expatriado en Cuba.

## Carrera
Si bien nació en Estados Unidos, de padre irlandoestadounidense y madre cubana, pasó buena parte de su infancia y adolescencia en La Habana (Cuba).
Al terminar sus estudios secundarios en La Habana se mudó a Nueva York en 1942 debido a la fuerte represión contra los homosexuales durante el gobierno de Fulgencio Batista. Desde Estados Unidos enviaba colaboraciones a la revista Ciclón (de La Habana).
Tras la Revolución cubana, regresó a Cuba, donde realizó una intensa labor periodística, realizando crítica teatral, comentarios de libros, traducciones de revistas y obras literarias diversas; en esta época se relaciona con figuras literarias como Antón Arrufat, Miguel Barnet, Guillermo Cabrera Infante y Virgilio Piñera.
En su obra expresó con vehemencia el derecho a salir de los modelos sociales estereotipados. Escribió el poema «A un viandante de mil novecientos sesenta y cinco», que se publicó en 1965 en el periódico La Gaceta de Cuba. De la novela Gianni, Gianni, que escribió en Roma originalmente en inglés y que decidió destruir, se conserva un capítulo, llamado «Piazza Morgana». 
Trabajo en las revistas cubanas Casa de las Américas, Bohemia, el suplemento literario Lunes de Revolución, en la “Gaceta de Cuba”. En 1966 , cuando se recrudeció la persecución política a los homosexuales en Cuba, abandonó la isla. Trabajó como intérprete simultánea en la ONU, viajó de un país a otro (Reino Unido, India, Canadá, Turquía, Suiza, Italia). El 17 de mayo de 1969 se suicidó en Roma, mediante una sobredosis de somníferos. Entre los motivos del suicidio se encuentran las contradicciones que desgarraron al escritor en relación con su origen, sus opiniones políticas y su homosexualidad.

## Obras
Cuento
- 1962: El regreso, reeditado en España con el título El regreso y otros relatos (1967)

Escritos periodísticos
- 1964: Memorias de una isla

Otros
- 1969: Notas de un simulador

## Obras traducidas al español
Novelas
- 1963: El principito, de Antoine de Saint Exupéry
- 1965: En las montañas de la locura, de H. P. Lovecraft
- 1966: El caso de Charles Dexter Ward, H. P. Lovecraft
- 1967: El libro negro de Alsophocus , conocido también como El libro, de H. P. Lovecraft.

## Ediciones póstumas
- 2009: Cuentos (casi) completos
  - Incluye los cuentos: "El paseo"; "En el Potosí"; Mi tía Leocadia, el amor y el paleolítico inferior"; "El amorcito"; "El sol"; "Los visitantes"; "El regreso"; "La plazoleta"; "Amor: el río Almendares, ahora en su edad madura, tiene 12 millones de años"; "La dicha"; "La ejecución"; "Adiós, y gracias por todo"; "In partenza"; "A un viandante de mil novecientos sesenta y cinco"; "Polacca brillante"; "Notas de un simulador"; "En la avenida". También incluye los ensayos: "Diálogos de vida y muerte"; "Kafka"; "Miller o la libertad"; "Notas sobre pornografía"; "Memorias de una isla"; "El centinela en el Cristo"